# Keratsíni-Drapetsóna
Keratsíni-Drapetsóna (grec moderne : Κερατσίνι-Δραπετσώνα) est un dème situé dans le district régional du Pirée dans la périphérie de l'Attique en Grèce. La municipalité de Keratsíni-Drapetsóna a été créé en 2011 par la fusion des dèmes de Drapetsóna et de Keratsíni. La municipalité de Keratsíni-Drapetsóna accueille une partie du port autonome du Pirée.

## Galerie

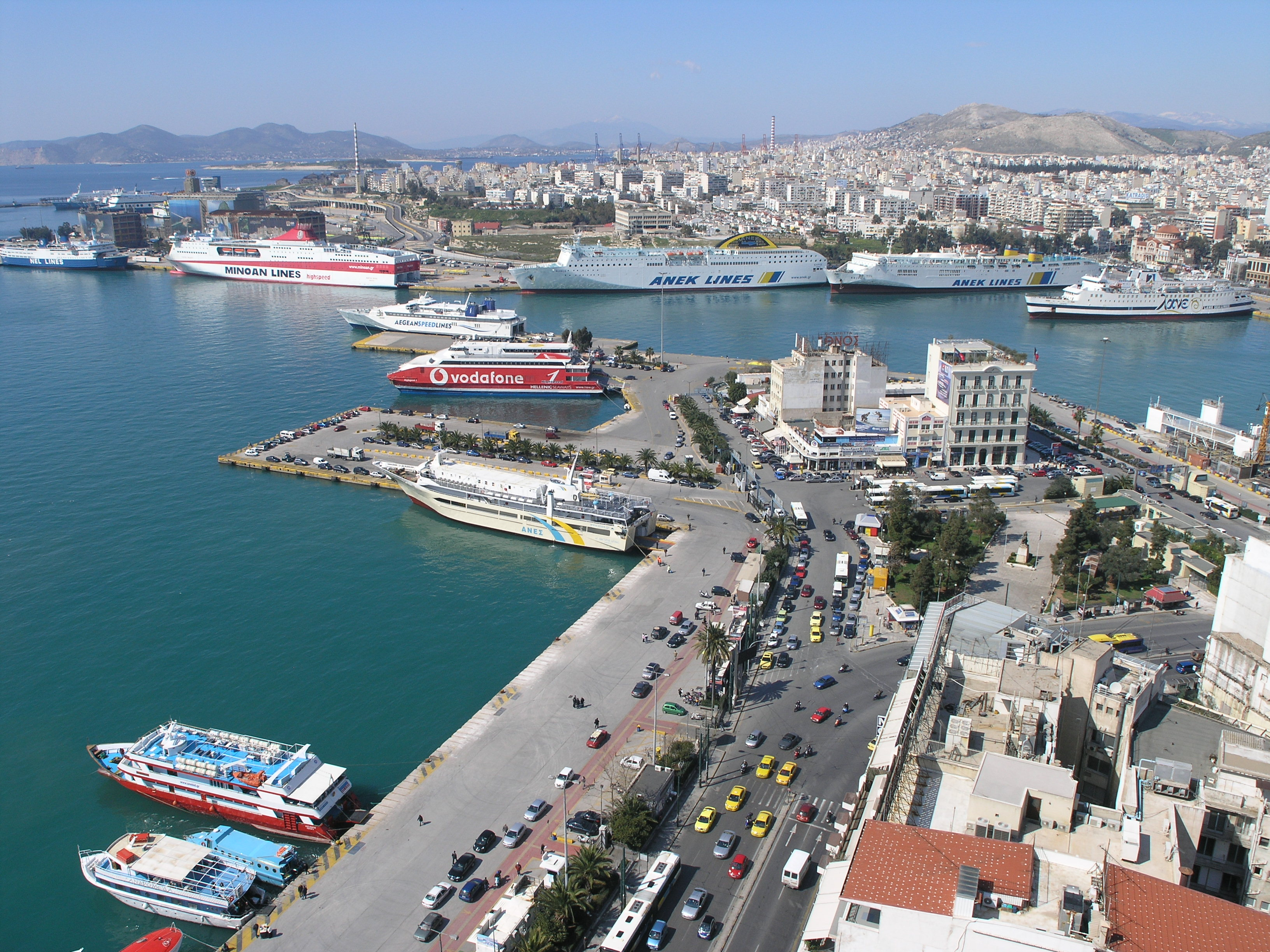
La partie ouest du port du Pirée, sur le territoire de Drapetsóna
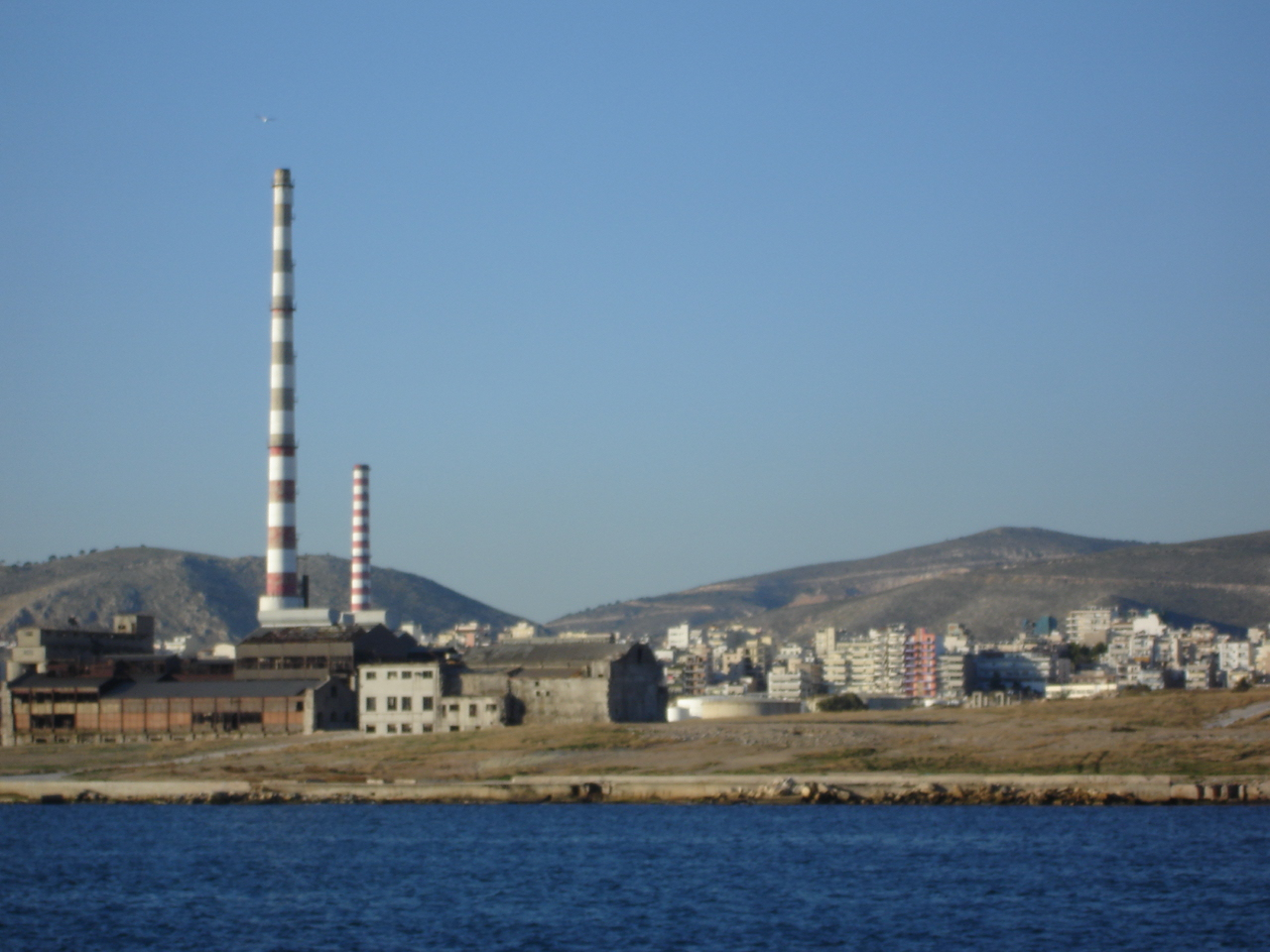
La cheminée de la centrale électrique de Keratsíni
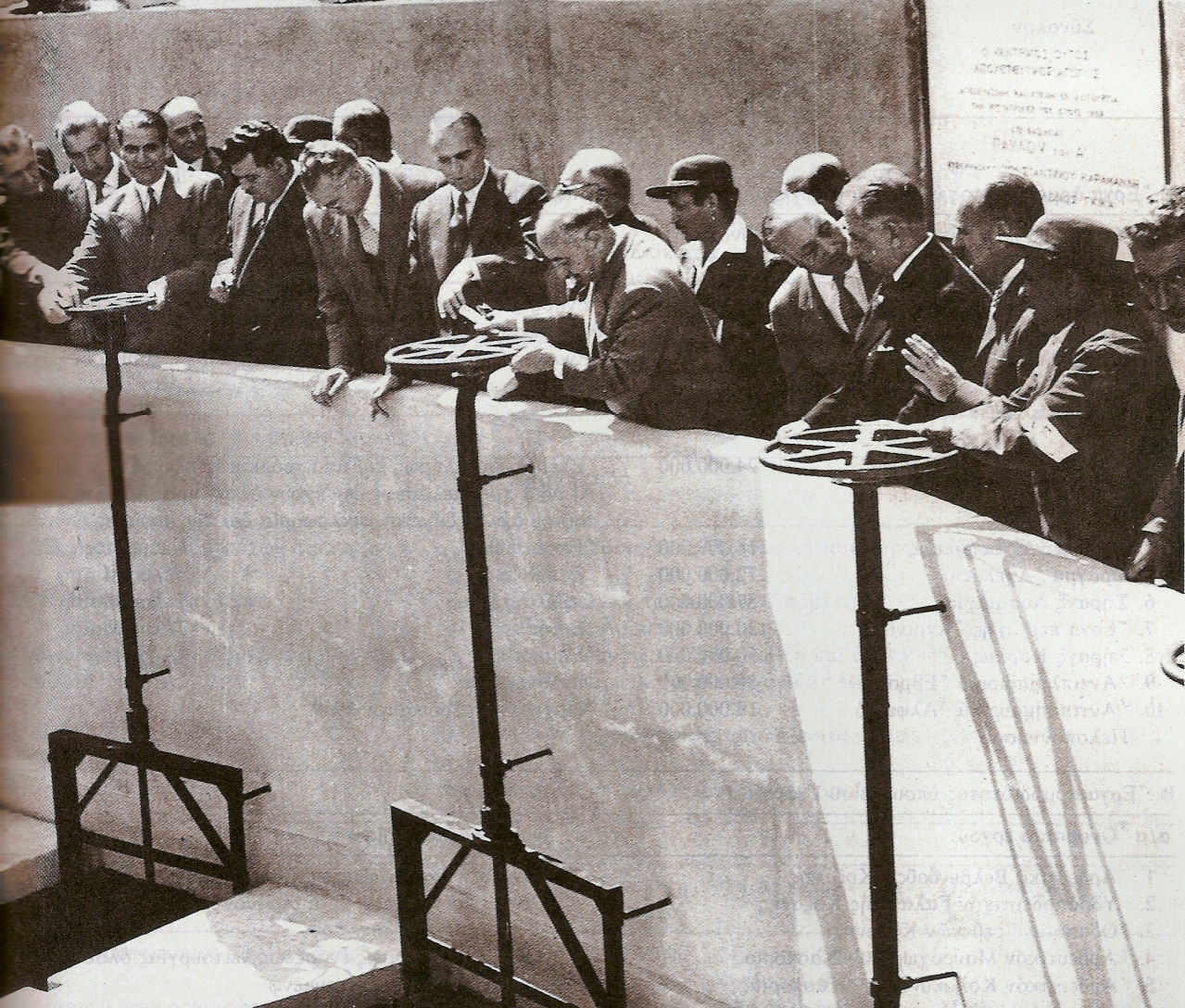
Konstantínos Karamanlís et le ministre des Travaux Publics Stefanos Natsinas (en) inaugurant un oléoduc à Keratsíni